# لشکر ۹۱ پیاده (ایالات متحده آمریکا)
لشکر ۹۱ پیاده (انگلیسی: 91st Division) لشکر پیاده‌نظام نیروی زمینی ایالات متحده آمریکا است، که در سال ۱۹۱۷ تأسیس شد.
لشکر ۹۱ پیاده یک لشکر ارتش ایالات متحده است که در جنگ جهانی اول و جنگ جهانی دوم جنگید. از سال ۱۹۴۶ تا ۲۰۰۸، این لشکر بخشی از نیروی ذخیره ارتش ایالات متحده بود. از سال ۲۰۰۸ تا ۲۰۱۰ برای مدت کوتاهی غیرفعال شد، زمانی که به عنوان لشکر ۹۱ آموزشی (عملیات) به عنصری با اندازه لشکر ارتقا یافت.